# Mecanisme de doble intercanvi
El mecanisme de doble intercanvi és un tipus d'intercanvi magnètic que pot sorgir entre ions en diferents estats d'oxidació. Proposada per primera vegada per Clarence Zener, aquesta teoria prediu la relativa facilitat amb què un electró es pot intercanviar entre dues espècies i té implicacions importants sobre si els materials són ferromagnètics, antiferromagnètics o presenten magnetisme espiral. Per exemple, considereu la interacció de 180 graus de Mn-O-Mn en què els orbitals Mn "eg" estan interactuant directament amb els orbitals O "2p", i un dels ions Mn té més electrons que l'altre. En l'estat fonamental, els electrons de cada ió Mn s'alineen segons la regla de Hund:

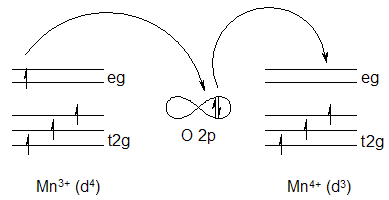
Un exemple de doble intercanvi en el compost. L'intercanvi implica els orbitals més externs de cada àtom, que són 3d^{4} per a Mn^{3+}, 3d^{3} per Mn^{4+} i 2p^{6} per a l'O^{2-}. Aquí _{eg} i t_{2g} són notació de la teoria del camp cristal·lí per a la divisió octaèdrica dels orbitals d.

Si O cedeix el seu electró spin-up a Mn4+, el seu orbital vacant pot ser omplert per un electró de Mn3+. Al final del procés, un electró s'ha mogut entre els ions metàl·lics veïns, conservant el seu gir. El doble intercanvi prediu que aquest moviment d'electrons d'una espècie a una altra es facilitarà més fàcilment si els electrons no han de canviar la direcció d'espín per tal d'ajustar-se a les regles de Hund quan es troben a l'espècie acceptant. La capacitat de saltar (deslocalitzar) redueix l'energia cinètica. Per tant, l'estalvi d'energia global pot conduir a l'alineació ferromagnètica dels ions veïns.
Aquest model és superficialment similar al superintercanvi. Tanmateix, en el superintercanvi, es produeix un alineament ferromagnètic o antiferromagnètic entre dos àtoms amb la mateixa valència (nombre d'electrons); mentre que en el doble intercanvi, la interacció només es produeix quan un àtom té un electró addicional en comparació amb l'altre.